# Hradišťany
Der Hradišťany (deutsch Radelstein, 752 m) ist ein markanter Berg im Böhmischen Mittelgebirge (České středohoří) in Tschechien. Auf dem Hradišťany befindet sich eine bronzezeitliche Burgstätte, von der noch Reste erhalten sind. Im Gipfelbereich besteht seit 1952 das Naturreservat Hradišťanská louka.

## Entstehung des Namens
Der Name des Berges leitet sich vom tschechischen Namen hradiště (Burgstätte) ab. Die deutsche Bezeichnung Radelstein ist davon abgeleitet.

## Lage und Umgebung
Der Hradišťany befindet sich etwa zehn Kilometer südöstlich von Bílina (Bilin) und 15 Kilometer westlich von Lovosice (Lobositz) im linkselbischen Böhmischen Mittelgebirge. Am Fuß des Berges liegen die kleinen Orte Štěpánov (Stepanow), Mukov (Mukow) und Dřevce (Drzewze). Zwei Kilometer südlich – noch zum Massiv des Hradišťany gehörend – erhebt sich der Berg Ostrý. Der beide Berge verbindende Höhenzug wird Kozí hřbet (Ziegenrücken) genannt.
Als Besonderheit findet sich im Gipfelbereich des Hradišťany die ebene, mehrere Hektar große Radelsteinwiese, welche von einem zwei Meter hohen Ringwall aus Basaltsteinen umgeben ist.

## Naturschutz

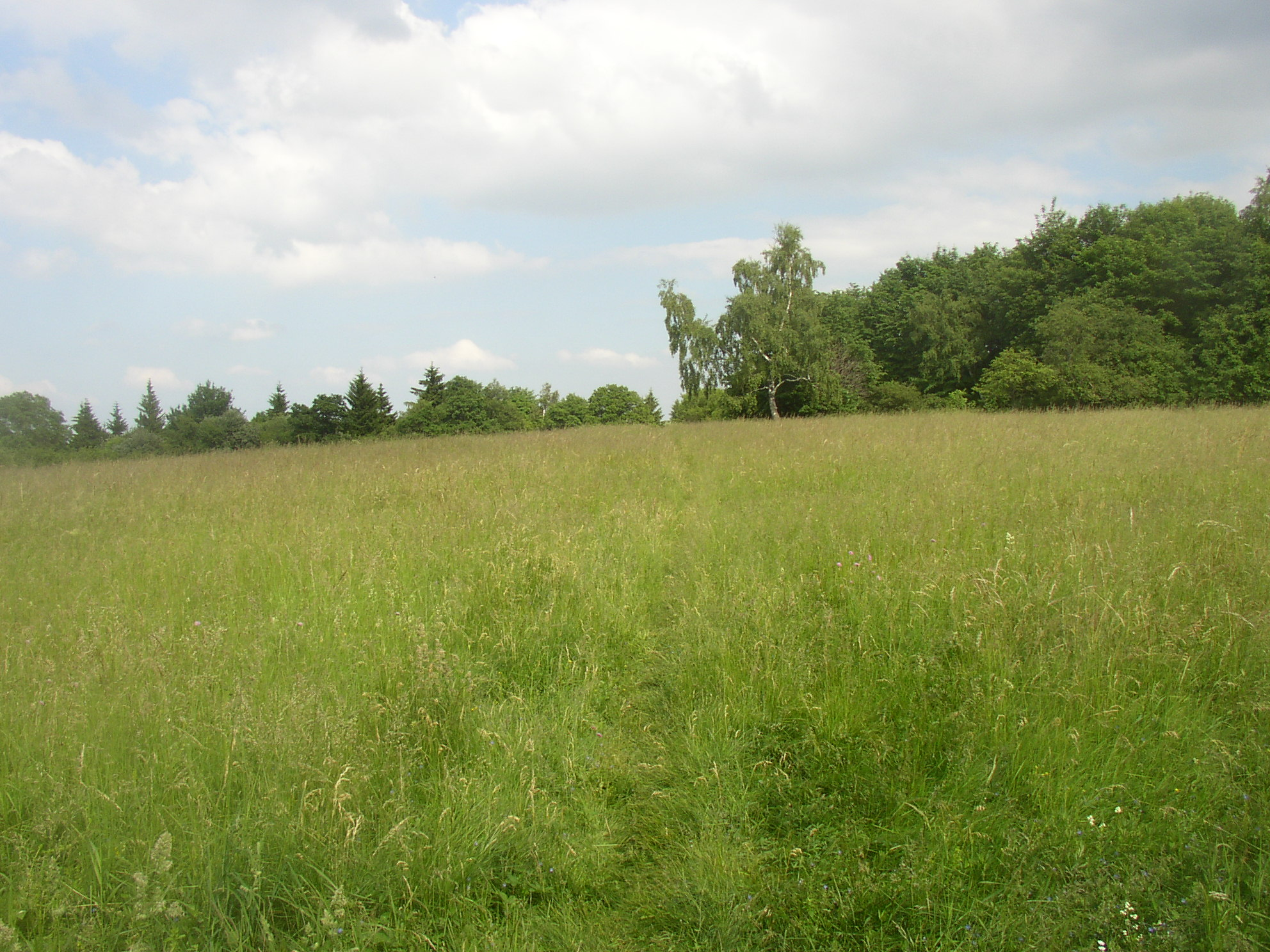
Radelsteinwiese

Seit 1952 steht die Radelsteinwiese auf 3,93 ha als Naturreservat Hradišťanská louka wegen ihrer floristischen Besonderheiten unter staatlichem Schutz. Für die Radelsteinwiese typische geschützte Pflanzen sind u. a. Wohlriechende Schlüsselblume (Primula veris), Quirlblättrige Weißwurz (Polygonatum verticillatum) und Orangerotes Habichtskraut (Hieracium aurantiacum). Früher war die Radelsteinwiese auch für ihren reichen Bestand an Knabenkräutern bekannt.

## Aussicht
Vom Gipfel besteht wegen des hohen Waldbestandes lediglich eine eingeschränkte Aussicht nach Norden in Richtung Erzgebirge.

## Wege zum Gipfel
Über den Hradišťany führt eine rot markierte Wanderroute, die ihren Ausgangspunkt in Kostomlaty pod Milešovkou (Kostenblatt) hat und weiter nach Třebívlice verläuft. Über eine markierte Abzweigung ist der Gipfel erreichbar. Günstige Ausgangspunkte für einen Besuch des Berges sind auch die kleinen Orte Štěpánov und Červený Újezd (Rotaujesd).